# Bombardement d'Ellwood
Seconde Guerre mondiale,
Guerre du Pacifique
Batailles
Batailles et opérations de la guerre du Pacifique

Japon :
- Raid de Doolittle
- Bombardements stratégiques sur le Japon (Tokyo
- Yokosuka
- Kure
- Hiroshima et Nagasaki)
- Raids aériens japonais des îles Mariannes
- Campagne des archipels Ogasawara et Ryūkyū
- Opération Famine
- Bombardements navals alliés sur le Japon
- Baie de Sagami
- Invasion de Sakhaline
- Invasion des îles Kouriles
- Opération Downfall
- Reddition du Japon

Pacifique central :
- Pearl Harbor
- Guam (1941)
- Wake
- Raid sur les îles Gilbert et Marshall
- Opération K
- Midway
- Opération RY
- Campagne des îles Gilbert et Marshall
- Campagne des îles Mariannes et Palaos
- Campagne des archipels Ogasawara et Ryūkyū
- Opération Inmate

Pacifique du sud-ouest :
- Nauru
- Invasion des Philippines (1941-42)
- Invasion des Indes orientales néerlandaises
- Opérations de l'Axe dans les eaux australiennes
- Raids aériens japonais sur l'Australie (1942-43)
- Opération Ke
- Campagne des îles Salomon
- Campagne de Nouvelle-Guinée
- Campagne des Philippines
- Campagne de Bornéo (1945)

Asie du sud-est :
- Invasion de l'Indochine (1940)
- Océan Indien (1940-45)
- Guerre franco-thaïlandaise
- Invasion de la Thaïlande
- Campagne de Malaisie
- Hong Kong
- Singapour
- Campagne de Birmanie
- Opération Kita
- Indochine (1945)
- Détroit de Malacca
- Opération Jurist
- Opération Tiderace
- Opération Zipper
- Bombardements stratégiques (1944-45)

Guerre sino-japonaise
Front d'Europe de l’Ouest
Front d'Europe de l’Est
Bataille de l'Atlantique
Campagnes d'Afrique, du Moyen-Orient et de Méditerranée
Théâtre américain
Le bombardement d’Ellwood est l’attaque navale à laquelle se livre, pendant la Seconde Guerre mondiale, un sous-marin japonais, contre des cibles côtières américaines près de Santa Barbara en Californie, le 23 février 1942. Bien que les dégâts infligés soient réduits, l’événement suscite la crainte d’une invasion japonaise de la côte Ouest des États-Unis et a une influence sur la décision d’interner les Nippo-américains. C'est aussi le premier bombardement subi par le territoire nord-américain au cours du conflit.

## Contexte
Après l’attaque sur Pearl Harbor, sept sous-marins japonais patrouillent le long de la côte ouest des États-Unis. Ils coulent plusieurs navires marchands et engagent à deux reprises des unités aéronavales de l’US Navy. À la fin décembre, les sous-marins ont regagné des eaux sous contrôle japonais afin de se réapprovisionner. Beaucoup rejoignirent Kwajalein avant de retourner dans les eaux américaines. Le sous-marin de la Marine impériale japonaise I-17 fait partie du groupe. Il a un déplacement de 3 654 tonnes en plongée et mesure 111,40 mètres de long. Son armement comprend six tubes lance-torpilles de 510 mm et il dispose d’un total de dix-sept torpilles. Il dispose également d'un canon de pont d'un calibre de 140 mm. L’équipage est composé de 101 officiers et matelots sous les ordres du commandant Kozo Nishimo.
Au cours de la guerre, Nishimo fait partie de la flotte qui attaque Hawaï. Avant la guerre, il commande un navire marchand qui emprunte le canal de Santa Barbara. Nishimo s’arrête au champ pétrolifère d’Ellwood où son navire se ravitaille en fuel avant de regagner le Japon. Le champ pétrolifère et ses installations vont devenir sa cible au cours du bombardement et l’essentiel des dégâts infligés vont se concentrer sur une zone de trois cents mètres autour de l’endroit où il a, des années avant, accosté.

## Bombardement
Aux environs de 19 heures, le 23 février 1942, le sous-marin I-17 se met en panne au large du champ pétrolifère d’Ellwood. Nishimo donne l’ordre de se préparer au combat. Les canonniers prennent rapidement pour cible un imposant réservoir d’essence d’aviation appartenant à la société Richfield, qui se trouve légèrement en retrait de la plage. Nishimo donne l’ordre d’ouvrir le feu à 19 h 15 et les premiers obus tombent à proximité d’une des installations de stockage. La majorité du personnel a quitté les lieux, la journée de travail étant terminée, mais les quelques-uns qui sont encore présents entendent les impacts des premières salves. Ils croient d’abord à une explosion dans les cuves, mais un des ouvriers repère le I-17 dans l’obscurité. Plus tard, un ouvrier, du nom de G. Brown, doit expliquer qu’il a trouvé l’assaillant si gros qu’il a d’abord cru qu’il s’agissait d’un croiseur ou d’un destroyer avant de se rendre compte qu’un seul canon tirait.
Nishimo dirige ensuite le tir vers un second réservoir de stockage. Brown et les autres ouvriers présents avertissent immédiatement la police, mais à ce moment-là, les hommes de Nishimo ont déjà tiré plusieurs salves de plus.
Des obus égarés atterrissent sur un ranch à proximité. Un obus survole l’auberge Wheelers et son propriétaire, Laurence Wheeler, appelle les bureaux du shérif de Santa Barbara. L’adjoint dit à Wheeler que des avions de chasse sont en route, mais aucun n’arrive. Un obus frappe le quai d’Ellwood, l’endommageant légèrement. Un derrick et une station de pompage sont détruits et une passerelle endommagée. Au bout de vingt minutes, Nishino donne l’ordre de cesser le feu.
Le révérend Arthur Basham observe le sous-marin depuis Montecito. Il explique que l’assaillant se dirige au sud vers Los Angeles, apparemment en émettant des signaux lumineux à destination du rivage. Le I-17 poursuit sa route et retourne au Japon sans dommages. Au moins douze et jusqu'à vingt-cinq obus de 140 mm sont tirés vers les installations du champ pétrolier d’Ellwood.

## Conséquences
Comme plusieurs personnes à Santa Barbara ont rapporté avoir vu des « signaux lumineux », on ordonne une occultation des sources lumineuses (blackout) jusqu’au matin suivant. Le bombardement par Nishino fait l’objet de rapports par les agences de presse, ce qui pousse des centaines de personnes à fuir. L’attaque et l’hystérie qui s’ensuivent servent de justification au gouvernement fédéral pour interner les Nippo-Américains (dont la plupart possèdent la nationalité américaine), une semaine plus tard.
La nuit du 24 février a lieu la mystérieuse bataille de Los Angeles, au cours de laquelle la défense côtière réplique durant des heures par des tirs de DCA à des rapports qui font état de l'observation d'« aéronefs ennemis ».
Les sous-marins japonais en mission sur les côtes nord-américaines continuent à opérer contre les navires alliés. Ils mènent aussi un bombardement contre Fort Stevens, sur le fleuve Columbia, et attaquent un phare canadien sur l’île de Vancouver. En dépit des ordres qui leur commandent d’attaquer des navires de guerre à chaque occasion, les sous-marins se bornent à s’en prendre à des navires marchands et à des cibles terrestres mineures situées sur les côtes. Deux raids aériens sont lancés au départ de sous-marins dans une tentative avortée de mettre le feu aux forêts du sud-ouest de l’Oregon.